# Provincia de Tuy (Burkina Faso)
Tuy es una de las 45 provincias de Burkina Faso, su capital es Houndé.

## Departamentos (población estimada a 1 de julio de 2018)
La provincia está dividida en seis departamentos:
- Bekuy 22,716
- Béréba 34,528
- Boni 23,593
- Founzan 47,982
- Houndé 115,307
- Koti 35,847
- Koumbia 55,200